# 井上道義
井上 道義（いのうえ みちよし、1946年12月23日 - ）は、日本の指揮者・ピアニスト・作曲家。2007年1月から2018年3月までオーケストラ・アンサンブル金沢音楽監督、2014年4月から2017年3月まで大阪フィルハーモニー交響楽団首席指揮者を、それぞれ務めた。2024年に引退した。

## 略歴
東京生まれ。実の父はアメリカ人であり、育ての父が亡くなった数年後の45歳のとき母に問うたところ、アメリカ人であることを知った。父母ともに子供が外国人との間に生まれた子であったことを周囲に隠していたという。父はアメリカ合衆国生まれで、祖父は広島県からの移民。
成城学園出身。ピアノを室井摩耶子、山岡優子に学ぶ。また、バレエを益田隆に学び、服部智恵子・島田廣にも師事した。桐朋学園大学で、指揮を齋藤秀雄に学ぶ。レパートリーは幅広く、古典はもちろん、他の指揮者があまり取り上げない類の近現代の音楽も、積極的に演奏会プログラムに入れている。
コルンゴルトの歌劇「死の都」をコンサートオペラ形式で日本初演を行った。 2007年1月よりオーケストラ・アンサンブル金沢音楽監督、ならびに石川県立音楽堂アーティスティック・アドバイザーに就任。ラ・フォル・ジュルネ金沢を含む多くの実験的企画を敢行した。北陸朝日放送で334週にわたり音楽番組「アン・ディー・ムジーク」の監修、を行って地方へのクラシック音楽の日常化に努めた。2014年より大阪フィルハーモニー交響楽団首席指揮者を3年間務めた。その間、バーンスタインのミサ、舞台再演等で数多くの受賞があった。マーラーやショスタコーヴィチの交響曲の指揮者として評価を得ている。2007年11月から12月にかけて日比谷公会堂にてショスタコーヴィチ交響曲全曲演奏会を行った。新日本フィル時代から数多くのオペラの演出上演も行っているが、近年ではバルトークの「青髭公の城」の名演出が話題となり、マスカーニのオペラ「イリス」で、2009年三菱UFJ信託銀行文化財団賞を受賞。近年ではオーケストラ作品の作曲活動も行っている。これまでにシカゴ響や、ミュンヘン・フィル、フランス国立管など世界的オーケストラを指揮している。
2014年4月から咽頭がん治療のため、活動休止を告知したが、10月に復帰会見をし、現在多忙な演奏活動を行っている。
2024年9月から現役最後となる歌劇「ラ・ボエーム」が全国7都市（東京、名取、京都、兵庫、熊本、金沢、川崎）で上演されている。
2024年12月30日、サントリーホールにて第54回サントリー音楽賞受賞記念コンサートを実施し、引退した。
- 1971年 ラ・スカラ主催グィード・カンテッリ指揮者コンクール優勝。
- 1977年 - 1982年 ニュージーランド国立交響楽団首席客演指揮者。
- 1983年 - 1988年 新日本フィルハーモニー交響楽団音楽監督。
- 1990年 大阪ザ・シンフォニーホール国際音楽賞クリスタル賞を受賞。
- 1990年 - 1998年 京都市交響楽団音楽監督兼常任指揮者。
- 1991年 第9回中島健蔵音楽賞を受賞。
- 1998年 フランス政府より芸術文化勲章「シェヴァリエ」を受賞。
- 1999年 - 2000年 マーラーの交響曲全曲演奏会を新日本フィルハーモニー交響楽団と行った。
- 2000年 - 2003年 新日本フィルハーモニー交響楽団首席客演指揮者。
- 2007年 オーケストラ・アンサンブル金沢ならびに石川県立音楽堂アーティスティック・アドヴァイザー音楽監督に就任。
- 2007年 日露友好ショスタコーヴィチ交響曲全曲演奏プロジェクト を東京・日比谷公会堂にて開催。
- 2009年 指揮を担当した東京芸術劇場「イリス」のプロダクション[13]が、三菱UFJ信託銀行音楽賞奨励賞 を受賞。
- 2010年 平成22年京都市文化功労賞、および社団法人企業メセナ協議会 音もてなし賞を受賞。
- 2011年 日本人として初めて、朝鮮民主主義人民共和国国立交響楽団の定期演奏会に客演。
- 2013年 3月再び北朝鮮に渡り、日本人ソリスト2人と共にベートーベンの交響曲第9番の同国初演を行う[18]。
- 2014年 4月 大阪フィルハーモニー交響楽団首席指揮者への就任披露公演[19]。就任披露演奏会直後、咽頭がんの療養に入るが同年10月に復帰。
- 2015年 全国共同制作オペラ「フィガロの結婚」（野田秀樹演出）を総監督として指揮し、10都市6オーケストラ14公演の巡回公演を行う[20][21]。
- 2016年 第24回「渡邉暁雄音楽基金」特別賞、東燃ゼネラル音楽賞を受賞。
- 2016年 7月 首席指揮者として大阪フィルハーモニー交響楽団の第500回定期演奏会の指揮者を務める。演奏曲目等の詳細は大阪フィルハーモニー交響楽団の年譜（2016年）を参照。
- 2017年 3月 大阪フィルハーモニー交響楽団首席指揮者を退任。
- 2018年 3月 オーケストラ・アンサンブル金沢ならびに石川県立音楽堂アーティスティック・アドヴァイザー音楽監督を退任[22]。
- 2018年 9月 日本ベトナム修交45周年コンサートをホーチミンとハノイでNHK交響楽団と行った。
- 2023年 第54回サントリー音楽賞を受賞。
- 2024年 9月～11月 歌劇「ラ・ボエーム」を全国7都市（東京、名取、京都、兵庫、熊本、金沢、川崎）で上演[16]。

## 家族
妻はホールMUSICASA主宰の黒田珠世。義父はコクヨ創業者一族で同社常勤監査役を務めた黒田敏之助で、同社創業者黒田善太郎の次男。

## 関連書籍
『降福からの道 欲張り指揮者のエッセイ集』（2023年2月／三修社）ISBN 978-4384068016

## CM
- 三菱自動車工業 - デボネアV